# Jean Leering

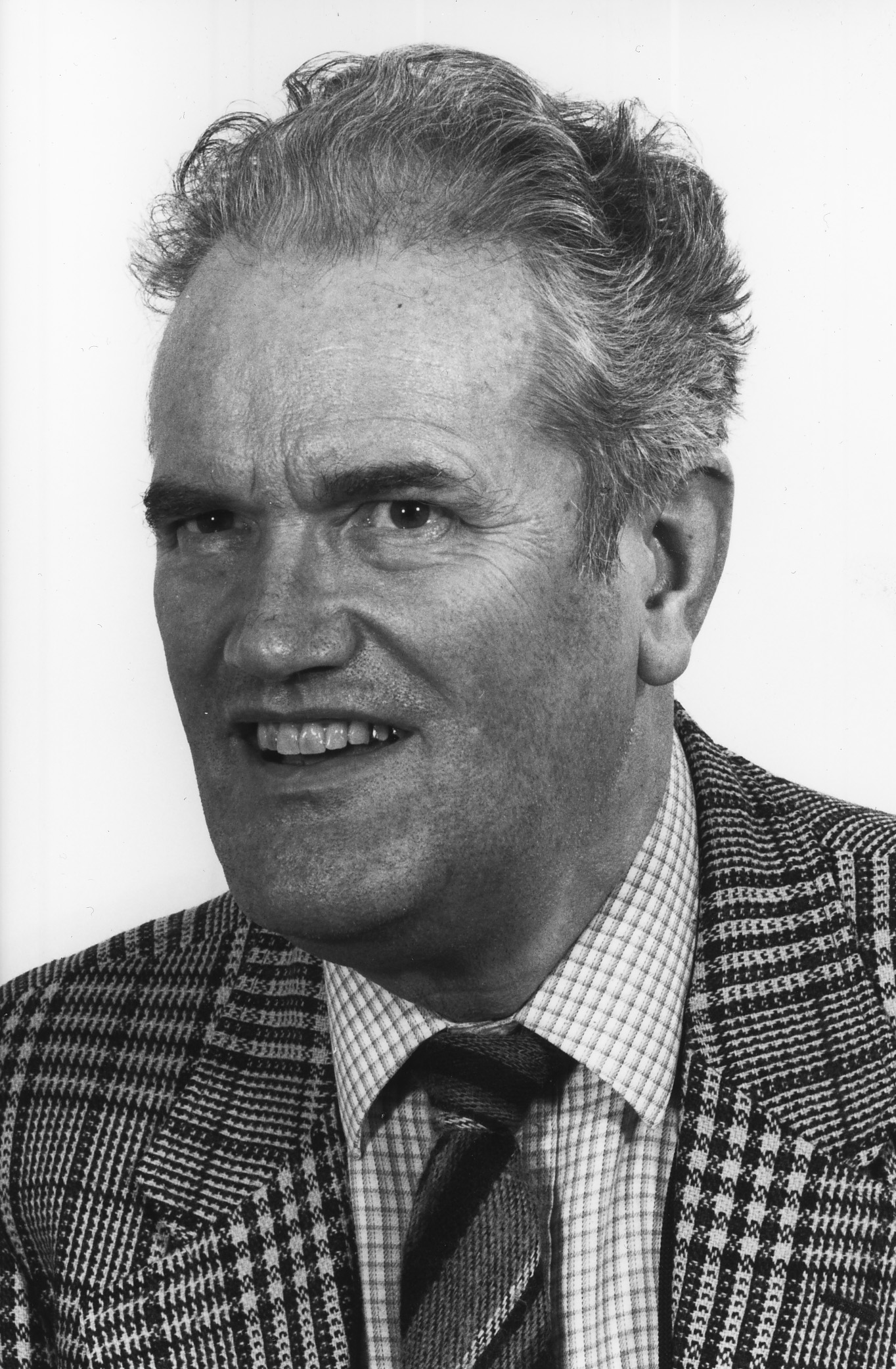
Jean Leering (1991)

Jean Leering (* 11. März 1934 in Amsterdam; † 4. April 2005 in Eindhoven) war ein niederländischer Museumsdirektor und Kunsthistoriker.

## Leben und Wirken
Nach einem Studium der Architektur in Delft übernahm Leering 1964 die Leitung des Van Abbemuseums in Eindhoven. Ab 1973 war er einer der beiden Direktoren des Tropenmuseums in Amsterdam und wechselte zwei Jahre später zur niederländischen Denkmalschutzbehörde Rijksgebouwendienst. Er war 1966 bis 1968 Mitglied des documenta-Rates zur 4. documenta im Jahr 1968 in Kassel.
1976 nahm Leering Lesungen im Fach Kunstgeschichte an der Technischen Universität Eindhoven (TUE) auf. 1992 wurde er von der TUE zum Professor berufen. Den Lehrstuhl hielt er bis zu seiner Pensionierung am 12. November 1999 inne.
Jean Leering starb am 4. April 2005 im Alter von 71 Jahren.
| Personendaten    | Personendaten                                        |
| ---------------- | ---------------------------------------------------- |
| NAME             | Leering, Jean                                        |
| KURZBESCHREIBUNG | niederländischer Museumsdirektor und Kunsthistoriker |
| GEBURTSDATUM     | 11. März 1934                                        |
| GEBURTSORT       | Amsterdam                                            |
| STERBEDATUM      | 4. April 2005                                        |
| STERBEORT        | Eindhoven                                            |